# Tabitha King
Tabitha King (* 24. März 1949 in Old Town als Tabitha Jane Spruce) ist eine US-amerikanische Autorin.

## Leben
Sie wurde 1949 in Maine als Tochter des Ladenbesitzers Raymond George Spruce (1923 – 2014) und seiner Frau Sarah Jane White (1923 – 2007) geboren. Sie hat sieben Geschwister und wurde katholisch erzogen. Nach ihrem Highschool-Abschluss besuchte sie die Universität von Maine.
1969 lernte sie in ihrem letzten Collegejahr bei einem Picknick Stephen King kennen. Sie arbeiteten zusammen in der Fogler Campus Bibliothek und heirateten 1971 in einer katholischen Kirche in Old Town. Im Mai desselben Jahres machte Tabitha King ihren Abschluss in Geschichte. Da sie nicht sofort eine Anstellung fand, arbeitete sie zunächst bei Dunkin’ Donuts in Bangor. 1971 wurde auch ihre Tochter geboren. Weil Stephen und Tabitha King nicht genug Geld verdienten, wohnte die Familie in einem Wohnwagen. Stephen King schrieb zu dieser Zeit in der Nacht und am Wochenende an seinen Geschichten.
1972 wurde ihr zweites Kind, Joseph Hillström King, geboren. Im Frühjahr 1973 verkaufte Stephen King sein erstes Buch, Carrie. Zuvor hatte er die ersten geschriebenen Seiten des Manuskripts verworfen, sodass sie im Papierkorb landeten. Tabitha King hatte dies zufällig entdeckt und ermutigte ihren Mann, weiterzuschreiben, da sie das Skript gut fand. Nach dem Erfolg des Buchs zog sie mit ihrer Familie in eine Mietwohnung. 1977 wurde ihr drittes Kind, Owen Phillip King, geboren. Drei Jahre später erschien mit Small World (dt. Das Puppenhaus) Tabitha Kings erstes Buch. Bis 2008 schrieb sie insgesamt acht Bücher, von denen sieben ins Deutsche übersetzt wurden.
1991 wurde Tabitha King von einem Fan ihres Mannes in ihrem Haus bedroht. Es gelang ihr zu fliehen und die Polizei zu benachrichtigen. Nach dem Vorfall ließen die Kings die Sicherheitsvorkehrungen ihres Hauses erhöhen. Seit ihrer Heirat sind sie wiederholt umgezogen, doch letztlich zog es die Kings immer wieder nach Maine.

## Soziales Engagement (Auswahl)
1986 gründete Tabitha King zusammen mit ihrem Mann die The Stephen and Tabitha King Foundation, einen gemeinnützigen Verein, der hauptsächlich in der Region um Kings Heimatstadt wirkt.
Ende 1989 spendete das Ehepaar King der Milton Academy in Massachusetts einen hohen Geldbetrag für das Kunst- und Musikzentrum.
In Tabitha Kings Heimatstadt spendeten die Kings Geld für einen neuen Anbau der Bibliothek. Der Anbau wurde daraufhin Tabitha-Spruce-King-Flügel genannt.

## Werke

### Nodd's Ridge Zyklus
- Caretakers, 1983 (dt. Die Seelenwächter, 1986)
- The Trap, 1985 (dt. Die Falle, 1987)
- Pearl, 1988 (dt. Die Entscheidung, 1989)
- One on One, 1993 (dt. Bad Girl, 1996)
- The Book of Reuben, 1995 (dt. Das Buch Reuben, 1996)

### Weitere Werke
- Small World, 1981 (dt. Das Puppenhaus, 1986)
- Survivor, 1997 (dt. Ein neuer Tag, 2002)
- Candles Burning, 2006 – zusammen mit Michael McDowell

## Sonstige Arbeiten
- Kurzgeschichte in Best of the Best
- Ein Kapitel im Buch Mid-Life Confidential
- Mitarbeit an den Drehbüchern der Serie Kingdom Hospital
- Gedicht A Gradual Canticle for Augustine (dt.: Anschwellender Lobgesang für Augustinus) erschienen im Stephen-King-Buch On Writing (dt.: Das Leben und das Schreiben)
- Ein Artikel in der Zeitschrift Castle Rock
- Playing like a Girl (Artikel in The Boston Globe)